# Forêts sèches des vallées tumbesiennes et andines
Les forêts sèches des vallées tumbesiennes et andines regroupent six écorégions terrestres du biome des forêts de feuillus sèches tropicales et subtropicales de la région de Tumbes au Pérou et de plusieurs vallées du piémont de la Cordillère des Andes : les forêts sèches de Tumbes et Piura ; les forêts sèches équatoriennes ; les forêts sèches de la vallée du Patía ; les forêts sèches de la vallée de la Magdalena ; les forêts sèches de la vallée du Cauca et les forêts sèches du Marañón.
Ces forêts forment une région écologique identifiée par le Fonds mondial pour la nature (WWF) comme faisant partie de la liste « Global 200 », c'est-à-dire considérée comme exceptionnelle au niveau biologique et prioritaire en matière de conservation.